# Памятник фельдмаршалу Йозефу Радецкому
Памятник фельдмаршалу Йозефу Радецкому — несуществующий ныне монумент в честь австрийского полководца, фельдмаршала и государственного деятеля Йозефа Радецкого. Установлен в 1858 году в Праге на Малостранской площади. Считается первым в истории памятником военачальнику чешского происхождения.

## История
Подготовка к созданию памятника началась в Австрийской империи ещё при жизни Радецкого, но военачальник не дожил до его воплощения, он умер в январе 1858 года. Памятник был открыт 13 ноября 1858 года при участии императора Франца Иосифа I и его жены Елизаветы Баварской.
Авторы памятника — Эмануэль Макс (статуя фельдмаршала), Йозеф Макс (статуи солдат), Бернхард Грюбер (пьедестал и общий дизайн).
Памятник состоял из постамента из полированного гранита с четырьмя бронзовыми мемориальными досками с названиями сражений (Верона, Виченца, Кустоца, Новара), бронзовой скульптурной части высотой 6,76 м и весом более 10 тонн.
Маршал Радецкий представлен как победитель, стоящий на круглом выпуклом щите, со знаменем в левой руке, ниже статую военачальника окружали представители войск и народов австрийской монархии: пехотинец, егерь, артиллерист (отождествляющийся с Чехией), доброволец из Тироля, гусар, матрос, улан и южнославянский сержант.
Монумент простоял на своём месте менее 63 лет, до мая 1919 года, когда власти независимой Чехословакии его разобрали, как символ иностранного владычества и поместили в лапидарий Национального музея). В 1921 году постамент разобрали.
После 2000 года публично обсуждается переоценка исторического образа Йозефа Вацлава Радецкого, поднят вопрос реставрация памятника в Праге.